# Xã Danville, Quận Des Moines, Iowa
Xã Danville (tiếng Anh: Danville Township) là một xã thuộc quận Des Moines, tiểu bang Iowa, Hoa Kỳ. Năm 2010, dân số của xã này là 759 người.